# Elements del bloc f
Els elements del bloc f (de fonamental) són dues sèries, una començant a partir de l'element lantà i l'altra a partir de l'actini, i per això als elements d'aquestes sèries se'ls anomena lantànids i actínids. Encara que a la taula periòdica dels elements haurien d'anar després d'aquests dos elements, se solen representar separats de la resta.
| Blocs d'elements                           |
| bloc s - bloc p - bloc d - bloc f - bloc g |
| Blocs de la taula periòdica                |

Tenen dos electrons s en el seu nivells energètics més externs (n) i electrons f en nivells més interiors (n-2). Alguns també tenen electrons d en nivells intermedis (n-1). Vegeu configuració electrònica.